# 大恰雷克拉河
大恰雷克拉河（羅馬化：Bolʹshaya Chalykla）或恰雷克拉河是俄羅斯的河流，屬於卡梅利克河的左支流，由薩拉托夫州負責管轄，河道全長155公里，流域面積3,330平方公里，河水主要來自融雪。河畔主要聚居地有奥津基。